# 米塔尔·姆尔凯拉
米塔尔·姆尔凯拉（1965年7月10日—），塞尔维亚男子足球运动员。他曾代表南斯拉夫国奥队参加1984年夏季奥林匹克运动会足球比赛，获得一枚铜牌。